# The Glass Bottom Boat
The Glass Bottom Boat (bra: A Espiã de Calcinhas de Renda) é um filme norte-americano de 1968, gênero comédia romântica, dirigido por Frank Tashlin e escrito por Everett Freeman.

## Elenco
- Doris Day .... Jennifer Nelson
- Rod Taylor .... Bruce Templeton
- Paul Lynde .... Homer Cripps
- Dom DeLuise .... Julius Pritter
- George Tobias .... Norman Fenimore
- Alice Pearce .... Mabel Fenimore
- Robert Vaughn .... Napoleon Solo (não creditado)
- Ellen Corby .... Anna Miller
- Dee J. Thompson .... Donna
- Richard Alden (não creditado)
- Regina Carrol (não creditado)
- Florence Halop .... mulher ao telefone (não creditado)
- Theodore Marcuse .... espião fumando (não creditado)
- Christopher Riordan .... convidado da festa / operador do computador (não creditado)
- Arthur Godfrey .... Axel Nordstrom
- John McGiver .... Ralph Goodwin
- Edward Andrews .... gen. Wallace Bleecker
- Eric Fleming .... Edgar Hill
- Elisabeth Fraser .... Nina Bailey
- Dick Martin .... Zack Molloy